# 溫比塔
溫比塔是哥倫比亞的城鎮，位於該國東北部，由博亞卡省負責管轄，距離首府通哈65公里，始建於1778年，面積148平方公里，海拔高度2,480米，2005年人口9,888。
5°13′N 73°28′W / 5.217°N 73.467°W